# Kefiran
Kefiran – rozpuszczalny w wodzie zewnątrzkomórkowy polisacharyd otoczkowy produkowany przez pałeczki bakterii (Lactobacillus brevis i podobne), zbudowany z galaktozy i glukozy w proporcji bliskiej 50:50. Jest stosowany w przemyśle farmaceutycznym, badania wskazują także na jego potencjalnie właściwości przeciwzapalne i antybakteryjne.